# Korea (dal)
A Korea című dal a magyar származású Leslie Mandoki és Csepregi Éva 1987-ben megjelent kislemeze, mely Németországban, Magyarországon és Japánban is kiadásra került. A dal Mandoki Strangers In a Paradise című 1988-ban megjelent stúdióalbumán található. Japánban viszont az album Korea címmel jelent meg. A dal angol nyelven jelent meg, de létezik magyar változata is.
A dal az 1988-as szöuli olimpiai játékok alkalmából jelent meg.

## Megjelenések
12"  Magyarország Profil PR 1722
- A	Korea (The Olympic Games Version) 7:41
- B1	Korea (Radio Version) 3:47
- B2	Korea (Dub Version) 5:15

## Közreműködő előadók
- Design – Fekete Attila
- Hangmérnök – Gerhard Hauck, Hans Menzel
- Vágó – Bartha Endre (dal: A), Selmeczi Imre (dalok: B1, B2)
- Zene, Szöveg, Producer – Laszlo Bencker, Leslie Mandoki
- Zenészek – Csányi Zoltán, Kristóf Gábor, Lakatos Antal, Bencker László, Leslie Mandoki, Wesley Plass
- Fényképezte  – Huschit János

## Feldolgozások
A dalt 1988-ban a japán Shohjo-tai nevű csapat is előadta.

## Külső hivatkozások
- Videóklip angol nyelven a YouTube-on[8][9]
- Hallgasd meg a magyar változatot[5]
- Dalszöveg magyarul[10]
- Dalszöveg angolul[11]